# Subcontratación estratégica
La subcontratación estratégica, en inglés: Strategic outsourcing, es un proceso de gestión empresarial que tiene por objetivo invertir los recursos principales de la organización en aquellas actividades de su cadena de valor que son definidas como competencias distintivas, en inglés core business,  es decir, las que permiten aportar un mayor valor añadido para sus clientes y crear una mayor ventaja competitiva, cediendo mediante subcontratación la gestión de las otras actividades hacia proveedores o socios que sean capaces de desarrollarlas mejor.

## Fundamento
La subcontratación estratégica se fundamenta en la teoría según la cual, los proveedores externos que se especializan en una actividad o tecnología específica dentro de un único elemento de la cadena de valor, superan en competencia a cualquier otra organización que disperse sus esfuerzos a lo largo de ella, siguiendo la convicción resumida por Canet Giner de que:

no es posible ser excelente en todo
Canet Giner y col. El proceso estratégico asociado a la decisión de desintegrar actividades, X Congreso Nacional de ACEDE. Oviedo. Sept. 2000

## Características y ventajas
A diferencia de la subcontratación clásica, que busca una reducción de costes, aumento de capacidad productiva o captación de inputs, la subcontratación estratégica se caracteriza por que las empresas que la aplican buscan fundamentalmente una mayor flexibilidad, característica crítica dentro de las teorías de adaptación al cambio, mayor rapidez de respuesta propia, mayor calidad por adquisición de un saber hacer altamente especializado, mayor concentración de la inversión y como consecuencia de todo ello, mayores oportunidades para crear ventajas competitivas.
La subcontratación estratégica consiste así en externalizar servicios concretos periféricos dentro de la empresa, como la atención el cliente, la logística, limpieza u otras áreas que son comunes en muchas de las empresas a otra empresa especializada en esos servicios, agilizando el funcionamiento, ahorrando costes y mejorando la capacidad productiva de la empresa contratadora que se enfoca en su área de negocio principal.
Otra característica que resulta de este modelo de gestión, es la relación cliente-proveedor que pasa de ser considerada desde el plano de competencia tradicional, a una relación de mayor confianza, colaboración y durabilidad, ambas partes considerándose mutuamente como socios.
Según el profesor Quinn, la subcontratación estratégica permite además de reducción de gastos generales y el acceso a generación de economías de escala, crear una organización más ligera y flexible. 